# Comuna Bubanza
Bubanza este o comună în provincia Bubanza, Burundi. Reședința ei este orașul omonim.

## Localități componente
·  Bubanza (reședința)  ·  Bihembe  ·  Butega  ·  Buvyuko  ·  Cabire  ·  Kabwitika  ·  Karonge  ·  Kuwintaba  ·  Mitakataka  ·  Nyabugoye  ·  Nyarusagare